# Wanderson Cristaldo Farias
Wanderson Cristaldo Farias (Cruzeiro do Oeste, Brasil, 2 de enero de 1988), más conocido como Wanderson, es un futbolista brasileño nacionalizado búlgaro. Juega de centrocampista y su equipo es el Oeste F. C.

## Carrera
Wanderson comenzó su carrera de alto nivel con CENE, pero más tarde se trasladó a Iraty. En 2010 firmó con el Sport Club Barueri. Regresó a CENE en 2011, y apareció con el club en la Serie D, anotando tres goles.
En enero de 2012, Wanderson firmó con Oeste, anotando su primer gol en el 3 de febrero, en un 1-1 ante Santos. En el mismo año fue parte del equipo que ganó la Serie C, apareció 23 veces y anotó cuatro goles.
El 23 de agosto de 2013, Wanderson firmó un contrato con Portuguesa. El 14 de septiembre hizo su debut en Serie A, en una derrota 1-2 como visitante contra Fluminense. Su primer gol en la máxima categoría llegó ocho días después, en una victoria 1-0 sobre Internacional.
El 27 de agosto de 2014, después de entrar como sustituto de Virgil Misidjan, Wanderson anotó un gol en el último minuto para Ludogorets Razgrad en la victoria por 1-0 sobre el Steaua de Bucarest para enviar el partido de clasificación para la Liga de Campeones de la UEFA en la prórroga. Su equipo ganó la tanda de penaltis para decidir el partido después de jugador de campo Cosmin Moţi salvara dos penales y Ludogorets avanzó a la fase de grupos del torneo por primera vez en su historia.

## Clubes
| Club               | Temporada        | Liga     | Liga    | Liga estatal          | Liga estatal          | Copa             | Copa             | Continental                  | Continental                  | Total    | Total |
| Club               | Temporada        | Partidos | Goles   | Partidos              | Goles                 | Partidos         | Goles            | Partidos                     | Goles                        | Partidos | Goles |
| Brasil             | Brasil           | Serie A  | Serie A | Campeonato Paulista   | Campeonato Paulista   | Copa de Brasil   | Copa de Brasil   | Copa Libertadores            | Copa Libertadores            | Total    | Total |
| ------------------ | ---------------- | -------- | ------- | --------------------- | --------------------- | ---------------- | ---------------- | ---------------------------- | ---------------------------- | -------- | ----- |
| CENE               | 2011             | 8        | 3       | 0                     | 0                     | 0                | 0                | -                            | -                            | 8        | 3     |
| CENE               | Total            | 8        | 3       | 0                     | 0                     | 0                | 0                | 0                            | 0                            | 8        | 3     |
| Oeste              | 2012             | 23       | 4       | 17                    | 6                     | 0                | 0                | -                            | -                            | 40       | 10    |
| Oeste              | 2013             | 11       | 0       | 18                    | 3                     | 0                | 0                | -                            | -                            | 29       | 3     |
| Oeste              | Total            | 34       | 4       | 35                    | 9                     | 0                | 0                | 0                            | 0                            | 69       | 13    |
| Portuguesa         | 2013             | 16       | 3       | 0                     | 0                     | 0                | 0                | -                            | -                            | 16       | 3     |
| Portuguesa         | 2014             | 0        | 0       | 13                    | 3                     | 0                | 0                | -                            | -                            | 13       | 3     |
| Portuguesa         | Total            | 16       | 3       | 13                    | 3                     | 0                | 0                | 0                            | 0                            | 29       | 6     |
| Total en Brasil    | Total en Brasil  | 58       | 10      | 48                    | 12                    | 0                | 0                | 0                            | 0                            | 106      | 22    |
| Bulgaria           | Bulgaria         | A PFG    | A PFG   | Supercopa de Bulgaria | Supercopa de Bulgaria | Copa de Bulgaria | Copa de Bulgaria | Liga de Campeones de la UEFA | Liga de Campeones de la UEFA | Total    | Total |
| Ludogorets Razgrad | 2014-15          | 17       | 6       | 0                     | 0                     | 1                | 0                | 7                            | 1                            | 25       | 7     |
| Ludogorets Razgrad | Total            | 17       | 6       | 0                     | 0                     | 1                | 0                | 7                            | 1                            | 25       | 7     |
| Total en carrera   | Total en carrera | 75       | 16      | 48                    | 12                    | 1                | 0                | 7                            | 1                            | 131      | 29    |

## Palmarés

### Títulos regionales
| Título                       | Club | Región              | Año  |
| ---------------------------- | ---- | ------------------- | ---- |
| Campeonato Sul-Matogrossense | CENE | Mato Grosso del Sur | 2011 |

### Títulos nacionales
| Título                          | Club                        | País     | Año     |
| ------------------------------- | --------------------------- | -------- | ------- |
| Campeonato Brasileño de Serie C | Oeste F. C.                 | Brasil   | 2012    |
| Primera Liga de Bulgaria        | P. F. C. Ludogorets Razgrad | Bulgaria | 2014-15 |
| Primera Liga de Bulgaria        | P. F. C. Ludogorets Razgrad | Bulgaria | 2015-16 |
| Primera Liga de Bulgaria        | P. F. C. Ludogorets Razgrad | Bulgaria | 2016-17 |
| Primera Liga de Bulgaria        | P. F. C. Ludogorets Razgrad | Bulgaria | 2017-18 |
| Supercopa de Bulgaria           | P. F. C. Ludogorets Razgrad | Bulgaria | 2018    |
| Primera Liga de Bulgaria        | P. F. C. Ludogorets Razgrad | Bulgaria | 2018-19 |
| Supercopa de Bulgaria           | P. F. C. Ludogorets Razgrad | Bulgaria | 2019    |
| Primera Liga de Bulgaria        | P. F. C. Ludogorets Razgrad | Bulgaria | 2019-20 |
| Primera Liga de Bulgaria        | P. F. C. Ludogorets Razgrad | Bulgaria | 2020-21 |
| Supercopa de Bulgaria           | P. F. C. Ludogorets Razgrad | Bulgaria | 2021    |
| Primera Liga de Bulgaria        | P. F. C. Ludogorets Razgrad | Bulgaria | 2021-22 |